# Linka 12 (tramvaj v Île-de-France)
 

Geograficky přesná mapa dráhy

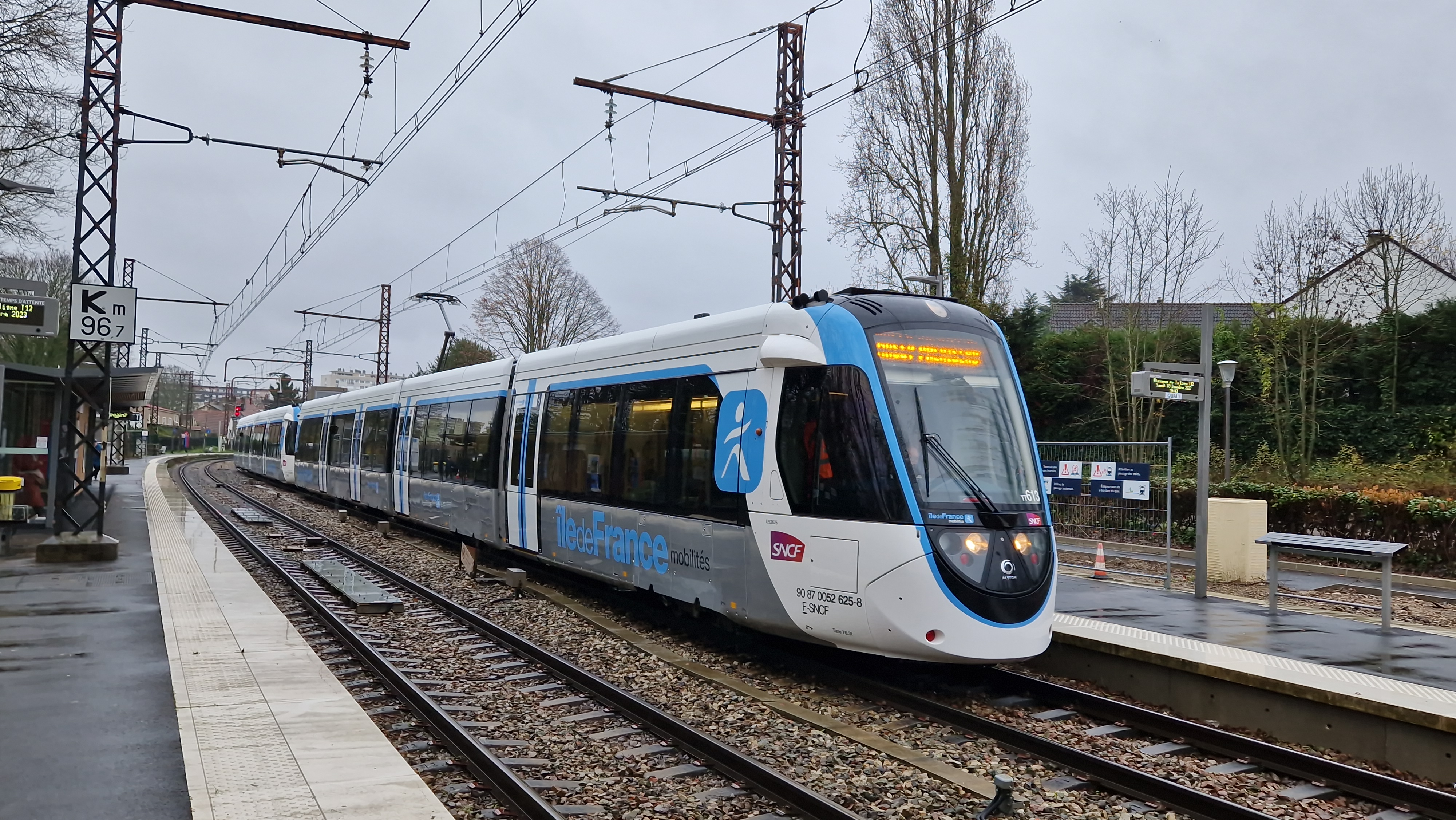
Souprava vlakotramvají Alstom Citadis Dualis na zastávce Petit Vaux

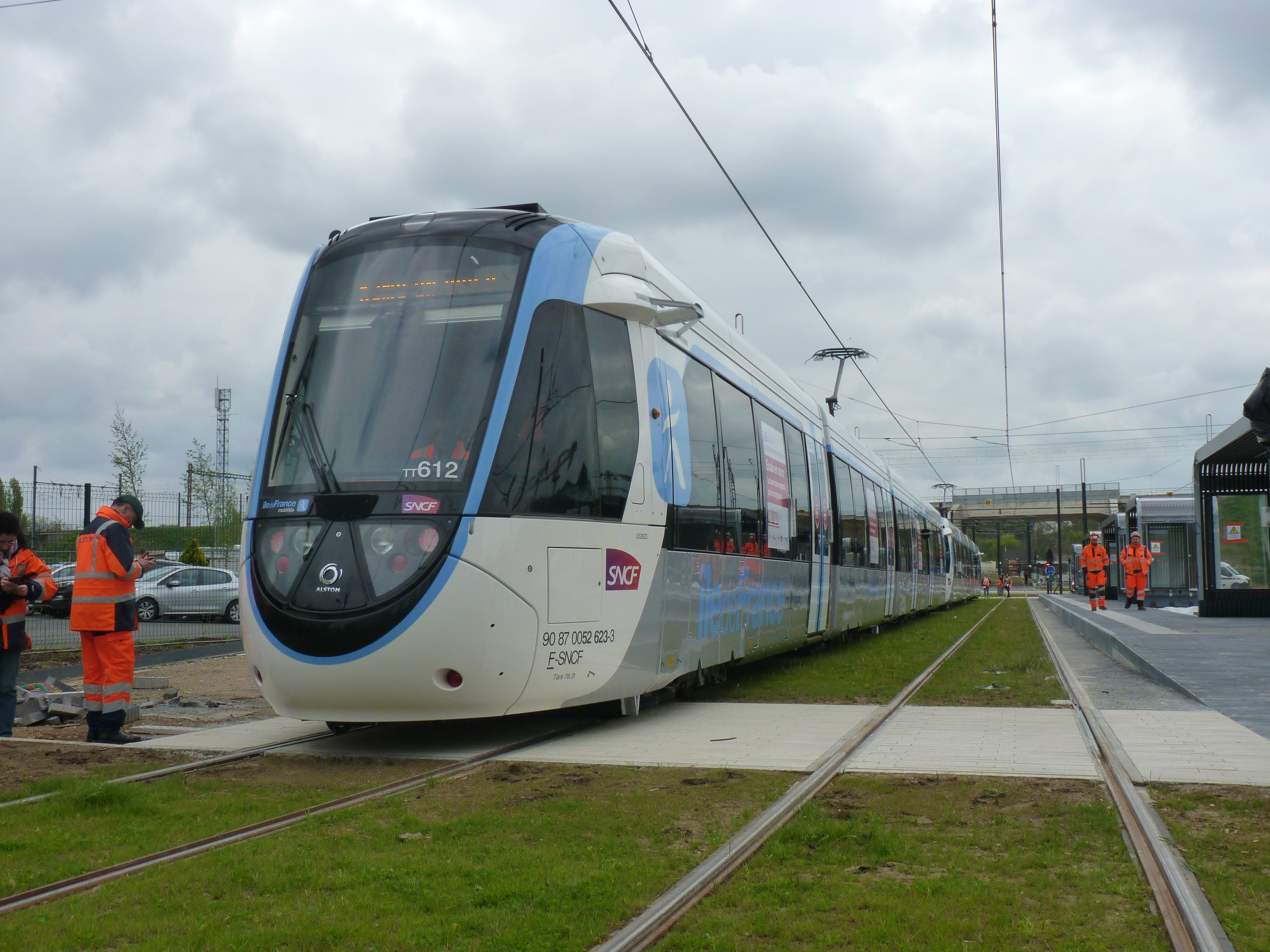
Zastávka Épinay-sur-Orge

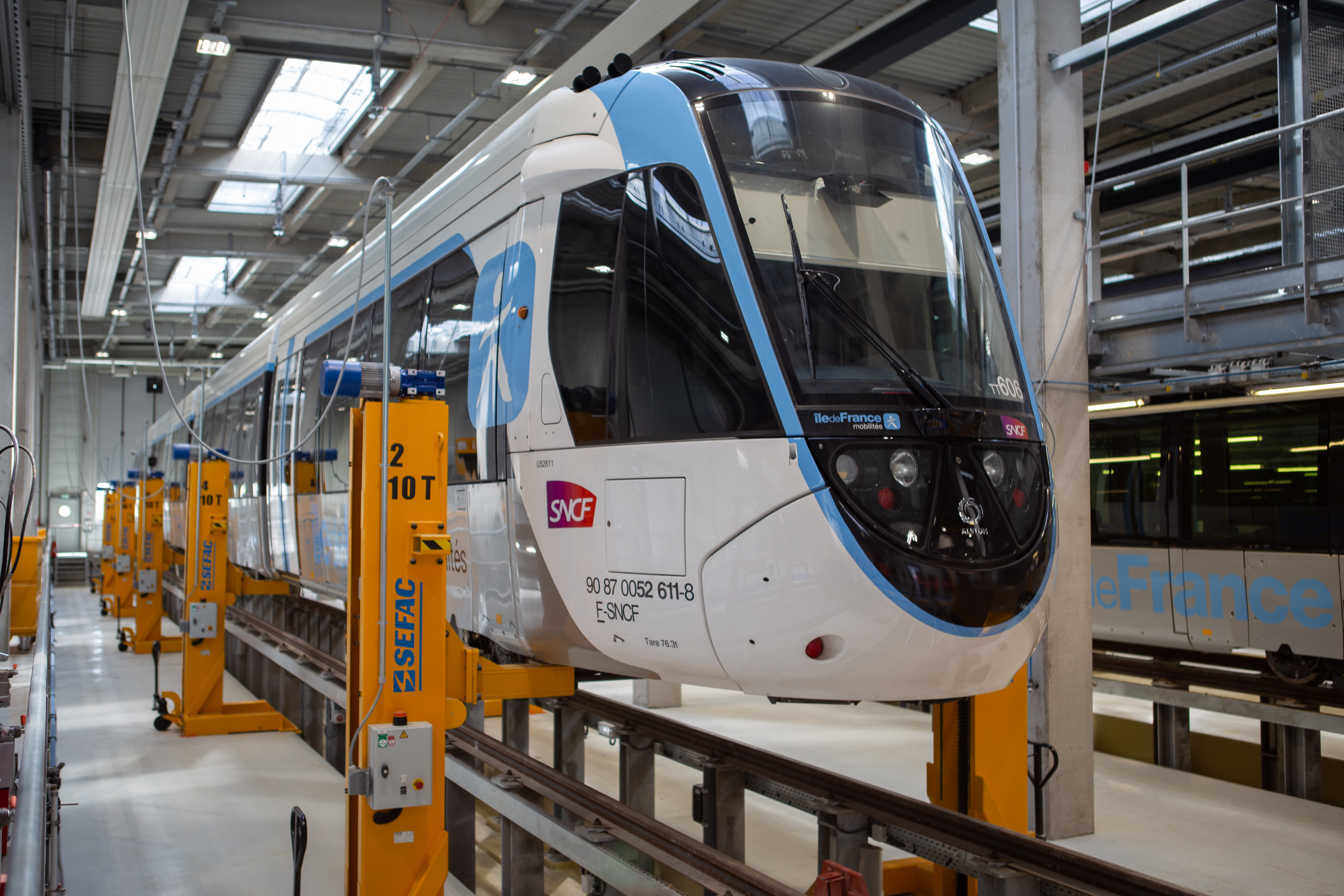
Interiér vozovny pro linku 12

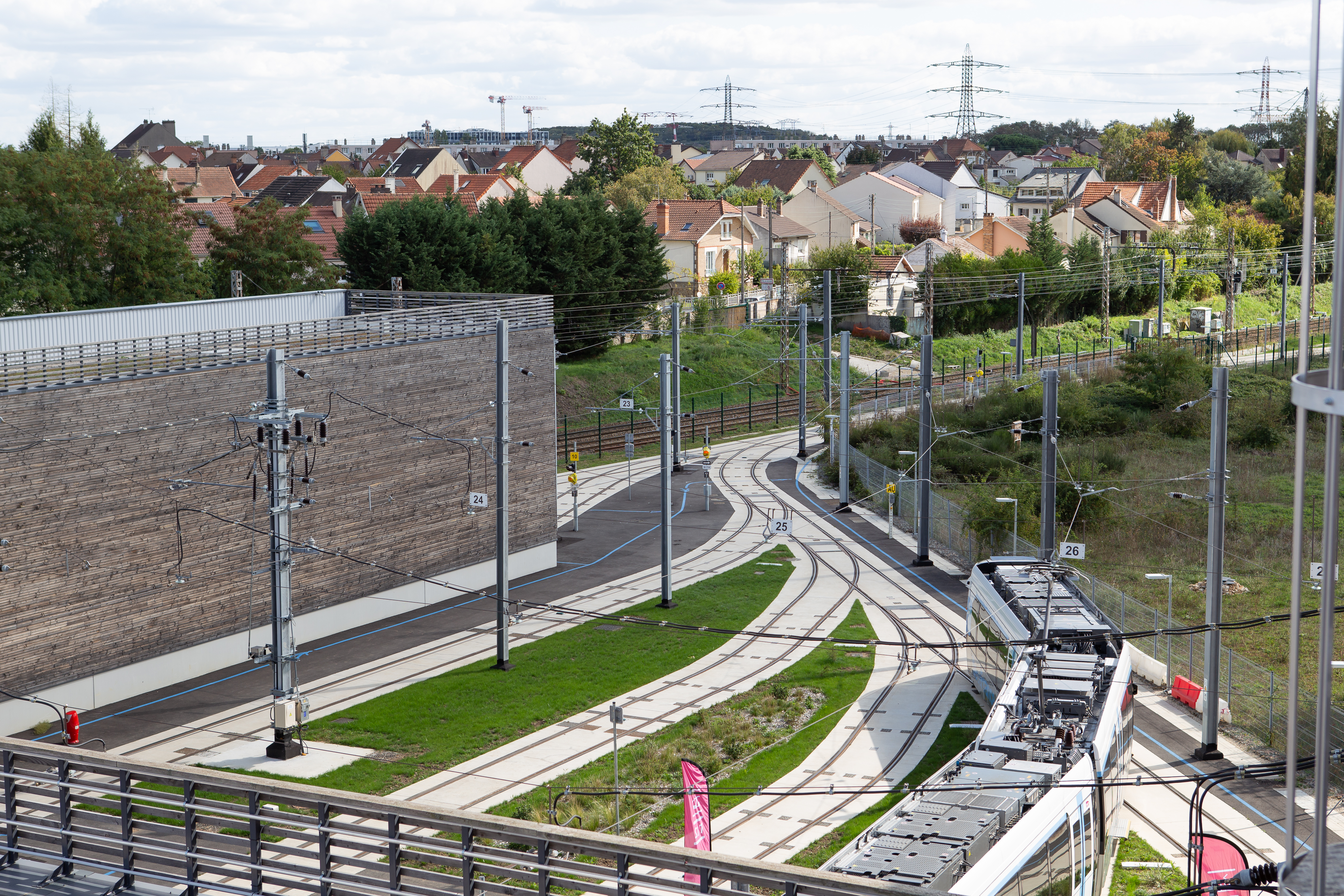
Vozovna ve městě Massy

Linka 12 je jednou z linek tramvajové dopravy v regionu Île-de-France a zároveň jednou ze tří linek systému Tram Express. V systému MHD je značena vínovou barvou, její délka je 20 km, má 16 zastávek a provozuje ji společnost Transkeo. Provoz byl zahájen 10. prosince 2023 po osmi letech stavebních prací.

## Historie
Projekt s původním názvem Tangentielle Sud nebo Tangentielle Sud-Ouest spatřil světlo světa v 90. letech 20. století, kdy se uvažovalo o zavedení nové vlakové linky ve stylu RER mezi městy Achères, Versailles, Massy, Évry-Courcouronnes a Melun. Linka měla využívat trať Grande Ceinture a také několik zcela nových úseků, které měly být mezi Épinay-sur-Orge a Grigny částečně podpovrchové. Předpokládané náklady na výstavbu se pohybovaly okolo jedné miliardy euro, což nakonec vedlo k zastavení projektu a hledání jiných řešení.
STIF (nyní Île-de-France Mobilités) poté navrhla podstatně levnější řešení v podobě kombinace vlakotramvajové a rychlodrážní tramvajové linky, která by v úseku Versailles-Chantiers – Massy-Palaiseau – Petit Vaux využívala trať Grande Ceinture a nahradila tak jednu z větví linky RER C. Na zbylém úseku z Petit Vaux do Évry-Courcouronnes byla navržena výstavba zcela nové tratě.
Stavební práce byly zahájeny v roce 2015, provoz měl být původně zahájen o pět let později. Termín zprovoznění byl ale několikrát posunut.

## Trať
Trať je dlouhá 20 km dlouhá a spojuje města Palaiseau, Massy, Champlan, Longjumeau, Chilly-Mazarin, Épinay-sur-Orge, Morsang-sur-Orge, Viry-Châtillon, Grigny, Ris-Orangis a Évry-Courcouronnes v departementu Essonne jižně od Paříže. Cesta z konečné na konečnou zabere 40 minut.

Plán linky 12

## Další rozvoj
Zahájení provozu na zbývajícím úseku z Massy-Palaiseau do Versailles-Chantiers je naplánováno na rok 2025, avšak stavební práce dosud nebyly zahájeny.

Mapa kompletně dokončené linky 12

## Vozový park
Provoz na lince 12 zajišťuje 23 čtyřčlánkových vlakotramvají Alstom Citadis Dualis. Vozidla jsou 42 metrů dlouhá, 2,65 metru široká a pojmou 250 cestujících (4 cestující na m²). Stejný typ vozidel slouží i na linkách 4, 11 a 12.